# Gymnastikos Athlītikos Syllogos Pamvochaïkos 2014-2015
Questa voce raccoglie le informazioni riguardanti il Gymnastikos Athlītikos Syllogos Pamvochaïkos nella stagione 2014-2015.

## Organigramma societario
Area direttiva
- Presidente: Euaggelos Mpartzīs

Area tecnica
- Primo allenatore: Michael Merten
- Secondo allenatore Vasilīs Pandīs

## Rosa
| N° | Nome                   | Ruolo | Data di nascita  | Nazionalità sportiva |
| -- | ---------------------- | ----- | ---------------- | -------------------- |
| 1  | Athanasios Terzīs      | P     | 17 marzo 1979    | Grecia               |
| 3  | Nikos Makrygiannīs     | C     | 1º maggio 1991   | Grecia               |
| 5  | Vandōros Andronikos    | S     | 31 maggio 1984   | Grecia               |
| 6  | Giōrgos Drogkarīs      | P     | 16 maggio 1991   | Grecia               |
| 7  | Anastasios Aspiōtīs    | S/O   | 19 marzo 1991    | Grecia               |
| 8  | Nemanja Stevanović     | S     | 8 giugno 1989    | Serbia               |
| 10 | Dīmītrīs Zīsīs         | L     | 2 aprile 1994    | Grecia               |
| 11 | Anđelko Ćuk            | S/O   | 30 maggio 1983   | Croazia              |
| 11 | Spencer Rowe           | C     | 5 aprile 1992    | Stati Uniti          |
| 13 | Gerasimos Kanellos     | C     | 25 agosto 1987   | Grecia               |
| 14 | Németh Szabolcs        | S     | 14 febbraio 1986 | Ungheria             |
| 14 | Giōrgos Papadopoulos   | C     | 17 gennaio 1986  | Grecia               |
| 15 | Michalīs Sarikeisoglou | S     | 28 aprile 1983   | Grecia               |
| 17 | Šime Vulin             | C     | 4 agosto 1983    | Croazia              |
| 17 | Mark Dusharme          | S/O   | 23 maggio 1981   | Stati Uniti          |
| 18 | Aggelos Geōrgiou       | P     | 4 febbraio 1999  | Grecia               |